# André de Toth
André De Toth, właśc. Sasvári farkasfalvi tótfalusi Tóth Endre Antal Mihály (ur. 15 maja 1912 w Makó wówczas Austro-Węgry, a obecnie Węgry; zm. 27 października 2002 w Burbank w Kalifornii) – węgierski reżyser scenarzysta i producent filmowy.